# Vertigo Entertainment
 (février 2023).
Si vous disposez d'ouvrages ou d'articles de référence ou si vous connaissez des sites web de qualité traitant du thème abordé ici, merci de compléter l'article en donnant les références utiles à sa vérifiabilité et en les liant à la section « Notes et références ».
Pour les articles homonymes, voir Vertigo.
Vertigo Entertainment est une société de production de cinéma américaine, basée à Beverly Hills, fondée en 2001 par Roy Lee et Doug Davison.
Cette société de production est spécialisée dans le remake américain de film asiatiques, souvent d'horreur.

## Productions

### 2002
- Le Cercle (The Ring) de Gore Verbinski

### 2004
- The Grudge de Takashi Shimizu

### 2005
- Le Cercle 2 (The Ring Two) d'Hideo Nakata
- Dark Water de Walter Salles

### 2006
- Antartica, prisonniers du froid (Eight Below) de Frank Marshall
- Entre deux rives (The Lake House) d'Alejandro Agresti
- The Grudge 2 de Takashi Shimizu
- Les Infiltrés (The Departed) de Martin Scorsese

### 2007
- Invasion (The Invasion) d'Oliver Hirschbiegel et James McTeigue

### 2008
- Assassinat d'un président (Assassination of a High School President) de Brett Simon
- The Echo de Yam Laranas
- The Eye de David Moreau et Xavier Palud
- My Sassy Girl d'Yann Samuell
- En quarantaine (Quarantine) de John Erick Dowdle
- Spirits (Shutter) de Masayuki Ochiai
- The Strangers de Bryan Bertino

### 2009
- Alone de Bryan Bertino
- The Grudge 3 de Toby Wilkins (Vidéo)
- Inhuman de Hideo Nakata
- Possession de Joel Bergvall et Simon Sandquist
- Le Cercle 3 (The Ring Three) d'Hideo Nakata
- Les Intrus (The Uninvited) de Charles et Thomas Guard

### Années2010
- Dragons (How to Train Your Dragon) de Dean DeBlois et Chris Sanders (animation - post-production)
- The Incident (Asylum Blackout) d'Alexandre Courtès
- 2011 : En quarantaine 2 (Quarantine 2: Terminal) de John Pogue
- 2011 : The Roommate de Christian E. Christiansen
- 2013 : Old Boy de Spike Lee
- 2014 : The Voices de Marjane Satrapi
- 2014 : Run All Night de Jaume Collet-Serra
- 2019 : La Grande Aventure Lego 2 (The Lego Movie 2: The Second Part) de Mike Mitchell et Trisha Gum

### Années 2020
- 2020 : The Turning de Floria Sigismondi
- 2022 : Don't Worry Darling d'Olivia Wilde
- 2023 : Boy Kills World de Moritz Mohr
- 2023 : The Mother de Niki Caro
- 2023 : Une femme en jeu (Woman of the Hour) d'Anna Kendrick
- 2024 : Salem (Salem's Lot) de Gary Dauberman
- 2025 : Minecraft, le film (A Minecraft Movie) de Jared Hess
- 2025 : Until Dawn : La mort sans fin (Until Dawn) de David F. Sandberg
- 2025 : Évanouis (Weapons) de Zach Cregger
- 2025 : Marche ou crève (The Long Walk) de Francis Lawrence